# SB 네이션

SB 네이션 로고.

SB 네이션(SB Nation, 스포츠 블로그 네이션)은 미국의 스포츠 네트워크이다. 복스 미디어가 관리한다.